# Pardal-de-nuca-preta
O pardal-de-nuca-preta (Passer ammodendri) é uma ave passeriformes da família Passeridae, encontrados em certas zonas da Ásia Central. Está entre os maiores pardais com 14–16 centímetros (5.5–6.3 in) e 25–32 gramas (0.88–1.13 oz). Ambos os sexos tem uma plumagem que vai desde o cinzento fosco ao castanho arenoso, com patas castanhas pálidas. As fêmeas têm menos cor na plumagem e no bico, sem o padrão de riscas pretas que os machos têm na cabeça. As marcas na cabeça em ambos os sexos faz do pardal-de-nuca-preta distintivo, difícil de ser confundido com outro pássaro. As vocalizações incluem um chilrear de chamamento suave e musical, uma música, e uma chamada de voo.
Estão reconhecidas três subespécies, diferenciando-se no tom da plumagem e nas riscas na cabeça da fêmea. A subespécie ammodendri ocorre a oeste do alcance do pardal-de-nuca-preta, enquanto que a stoliczkae e a nigricans encontram-se a este. Esta distribuição cai em seis áreas provavelmente disjuntas na Ásia central, desde o Turquemenistão central até ao norte da região de Gansu, na China. Uma ave de desertos, o pardal-de-nuca-preta favorece áreas com arbustos como o saxaul, perto de rios e oásis. Embora tenha perdido partes do seu território devido à destruição do habitat causada pela agricultura, não está seriamente ameaçado pelas actividades humanas.
Pouco é conhecido do comportamento do pardal. Muitas vezes escondido na folhagem, forrageia nas árvores e no chão. Alimenta-se principalmente de sementes, assim como de insectos quando tem crias ou se está a reproduzir. Quando não está em reprodução forma bandos errantes, mas é menos social que outros pardais enquanto reproduz, fazendo ninho muitas vezes isolado. Os ninhos são redondos de material vegetal seco forrado com material macio, como penas. São construídos em buracos em cavidades de árvores, bancos de terra, encostas rochosas, e dentro de estruturas feitas pelo homem, ou nos ninhos de aves de rapina. Normalmente numa única temporada, são criadas duas ninhadas de cinco a seis ovos. Ambos os pais constroem o ninho e cuidam dos seus ovos e das crias.